# アンジュ・カトリーナ
アンジュ・カトリーナは、ANYCOLOR株式会社が運営するにじさんじに所属するバーチャルライバーである。YouTubeの他、bilibiliでも活動している。キャラクターデザインはカワグチ。

## 来歴
2019年
- 3月22日、にじさんじ公式サイト及びTwitterアカウントにてデビューを発表。また、Twitterアカウントで初投稿をし活動開始。
- 3月23日、YouTubeで初配信。
- 7月19日、YouTubeのチャンネル登録者数が10万人を突破。
- 8月29日、bilibiliで初配信。
- 9月3日、夏衣装を発表。
- 12月11日、新衣装を発表。

2020年
- 1月1日、YouTubeのチャンネル登録者数が20万人を突破。
- 2月10日、3Dモデルを初披露。

## 人物
公式サイトには「ボロボロの小屋で時間を忘れて錬金術の研究に明け暮れている。」「大人っぽい女性的な体に憧れており、実はその研究をしているとかしていないとか。」とある。
中性的な外見で、また、女性としてはかなりの低音ボイスの持ち主。他のにじさんじライバーと同様にゲーム実況を中心に動画や生放送を展開しているが、最も得意としているのは『雑談』。他のライバーが長くても1時間程度であるのに対し、最長で6時間以上に亘り雑談配信を行ったことがある。ゲームをしつつ、内容が雑談配信になっていることもしばしば。
配信開始時には彼女が「おまたせ、待った？」と言い、それに対してリスナーが「ううん、今来たとこ」と言うのが通例になっている。

### 交友関係
同期デビューである、リゼ・ヘルエスタと戌亥とことはデビュー当初から仲が良く、｢サンバカーニバル」通称「さんばか」名義でユニット活動を行っている。特にライバーとしてのデビュー以前から親交のあるリゼ・ヘルエスタとは、一週間の間二人で同居しつつコラボ配信をする「リゼアンweek」といった企画も行っている。

## 出演

### テレビ番組
- 年またぎにじさんじ!〜ゆくV!くるV!島﨑信長も来ちゃったよSP!〜（2020年、TOKYO MX）[10]

### ゲーム
- ヴァルキリーコネクト（2020年、本人役）

### イベント
- #渋谷攻殻 NIGHT by au 5G[11]
- にじさんじ JAPAN TOUR 2020 Shout in the Rainbow! 東京公演（2020年3月5日予定 公演中止）
- Inui Toko 1st Solo Live “who i am”（2020年12月10日 KT Zepp Yokohama ゲスト出演）[12]
- にじさんじ JAPAN TOUR 2020 Shout in the Rainbow！東京リベンジ公演（2021年2月27日 東京ビッグサイト）[13]
- さんばか 5th Anniversary Live ～3！参！SUN！～（2024年12月6日 武蔵野の森総合スポーツプラザ メインアリーナ）

### アニメ
- 全力回避フラグちゃん!（Plott制作のYouTube配信アニメ、2021/05/29配信、本人役）

## タイアップ・コラボレーション
- DMMスクラッチ - にじさんじ スクラッチ[14]
- カプとれ[15]

## ディスコグラフィ

### 参加作品
| 発売日         | 商品名                                                | 歌                                                     | 楽曲                             | 備考 |
| -------------- | ----------------------------------------------------- | ------------------------------------------------------ | -------------------------------- | ---- |
| 2020年3月18日  | SMASH The PAINT!!                                     | アンジュ・カトリーナ、戌亥とこ、リゼ・ヘルエスタ       | 「3倍！Sun Shine！カーニバル！」 |      |
| 2020年10月28日 | Prismatic Colors                                      | アンジュ・カトリーナ                                   | 「太陽系デスコ」                 |      |
| 2020年10月28日 | Prismatic Colors にじさんじオフィシャルショップ特典CD | アンジュ・カトリーナ、早瀬走、ドーラ、レヴィ・エリファ | 「檄!帝国華撃団」                |      |